# 高庄镇 (泾阳县)
高庄镇，是中华人民共和国陕西省咸陽市泾阳县下辖的一个乡镇级行政单位。

## 行政区划
高庄镇下辖以下地区：
寿平村、费家崖村、高庄村、芦家村、王家堡村、新庄村、埠下村、山西庄村、金田玉村、聂冯村、蒋刘村、修石渡村、东风村、舒家村、傅家村、唐家村、王家村、大堡子村和小徐村。